# Postdata
La postdata (del llatí post data, després de la data o informació posterior), habitualment abreujat P. D. és el que s'afegeix a una carta una vegada s'ha signat i datat. Es fa servir per afegir correccions, anotacions o dades que s'havien passat per alt o no es coneixen en escriure la carta.
La postdata pot consistir tant en una frase com en un paràgraf o fins i tot si calgués en més d'un.
Es poden afegir tantes postdates successives com calgui: després de la postdata s'afegeix la post-postdata (abreujada P. P. D.), tot seguit la post-post-postdata (P. P. P. D.), etc.
Les postdates eren una necessitat quan les cartes s'havien d'escriure amb mitjans difícils de corregir. Avui en dia ja no són estrictament necessàries, tot i això se segueixen fent servir, tant en cartes com en missatges de correu electrònic o en grups de discussió, no tant per fer correccions o afegitons sinó més habitualment per comentar quelcom fora del context del tema del missatge.
Altres idiomes deriven el seu terme equivalent del llatí Post scriptum (després d'allò escrit, abreujat P. S.), que també es fa servir en català en alguns àmbits, principalment acadèmics.